# Emerald Airlines
 (septembre 2021).
La mise en forme du texte ne suit pas les recommandations de Wikipédia : il faut le « wikifier ».
Les points d'amélioration suivants sont les cas les plus fréquents. Le détail des points à revoir est peut-être précisé sur la page de discussion.
- Les titres sont pré-formatés par le logiciel. Ils ne sont ni en capitales, ni en gras.
- Le texte ne doit pas être écrit en capitales (les noms de famille non plus), ni en gras, ni en italique, ni en « petit »…
- Le gras n'est utilisé que pour surligner le titre de l'article dans l'introduction, une seule fois.
- L'italique est rarement utilisé : mots en langue étrangère, titres d'œuvres, noms de bateaux, etc.
- Les citations ne sont pas en italique mais en corps de texte normal. Elles sont entourées par des guillemets français : « et ».
- Les listes à puces sont à éviter, des paragraphes rédigés étant largement préférés. Les tableaux sont à réserver à la présentation de données structurées (résultats, etc.).
- Les appels de note de bas de page (petits chiffres en exposant, introduits par l'outil «  Source ») sont à placer entre la fin de phrase et le point final[comme ça].
- Les liens internes (vers d'autres articles de Wikipédia) sont à choisir avec parcimonie. Créez des liens vers des articles approfondissant le sujet. Les termes génériques sans rapport avec le sujet sont à éviter, ainsi que les répétitions de liens vers un même terme.
- Les liens externes sont à placer uniquement dans une section « Liens externes », à la fin de l'article. Ces liens sont à choisir avec parcimonie suivant les règles définies. Si un lien sert de source à l'article, son insertion dans le texte est à faire par les notes de bas de page.
- La présentation des références doit suivre les conventions bibliographiques. Il est recommandé d'utiliser les modèles {{Ouvrage}}, {{Chapitre}}, {{Article}}, {{Lien web}} et/ou {{Bibliographie}}. Le mode d'édition visuel peut mettre en forme automatiquement les références.
- Insérer une infobox (cadre d'informations à droite) n'est pas obligatoire pour parachever la mise en page.

Pour une aide détaillée, merci de consulter Aide:Wikification.
Si vous pensez que ces points ont été résolus, vous pouvez retirer ce bandeau et améliorer la mise en forme d'un autre article.
Emerald Airlines est une compagnie aérienne régionale irlandaise, basée à Dublin. Elle est la plus récente compagnie aérienne régionale d’Irlande qui exploite des vols sous franchise pour Aer Lingus Regional. 

## Histoire

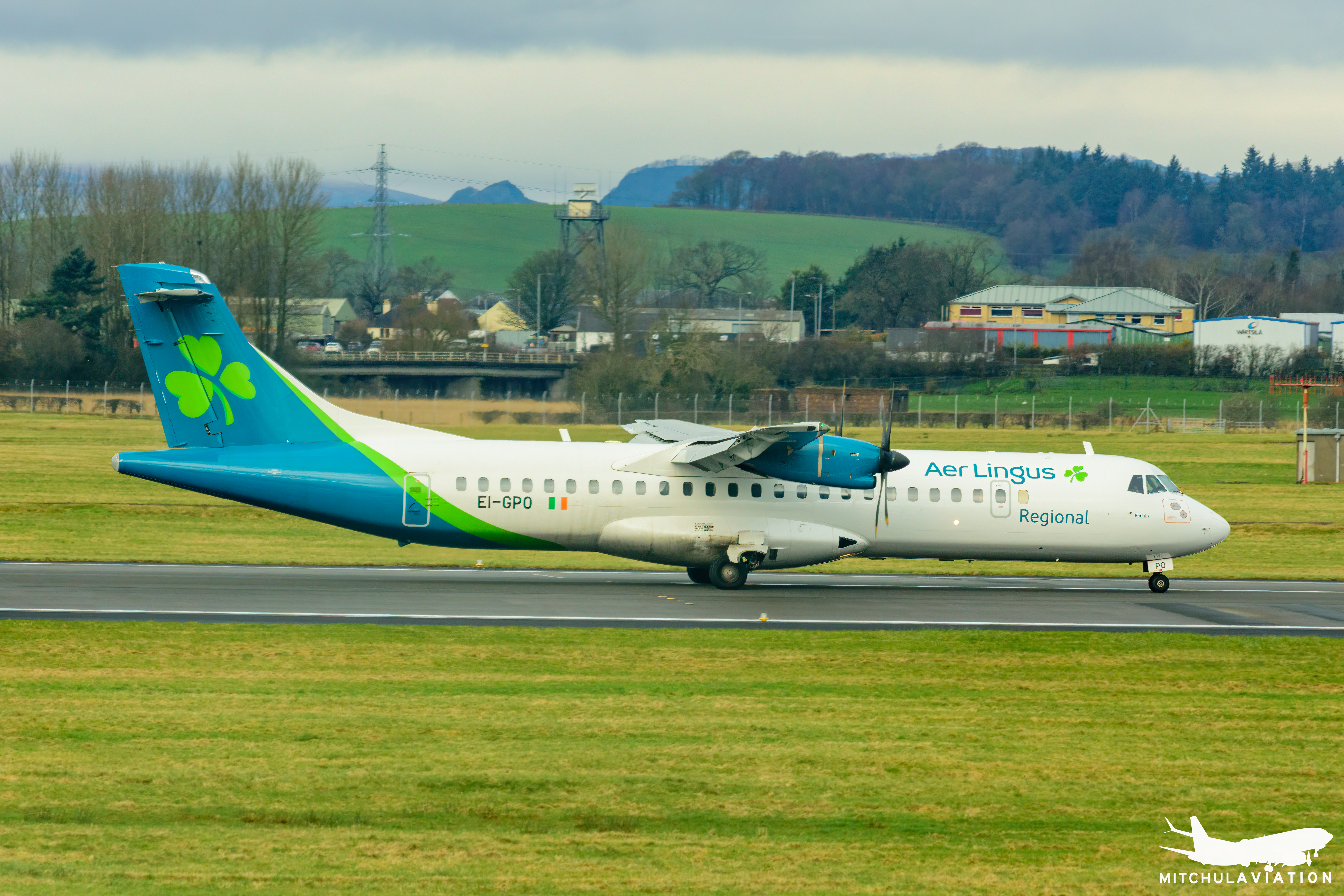
ATR-72-600 EI-GPO d'Emerald Airlines pour Aer Lingus Regional en février 2023

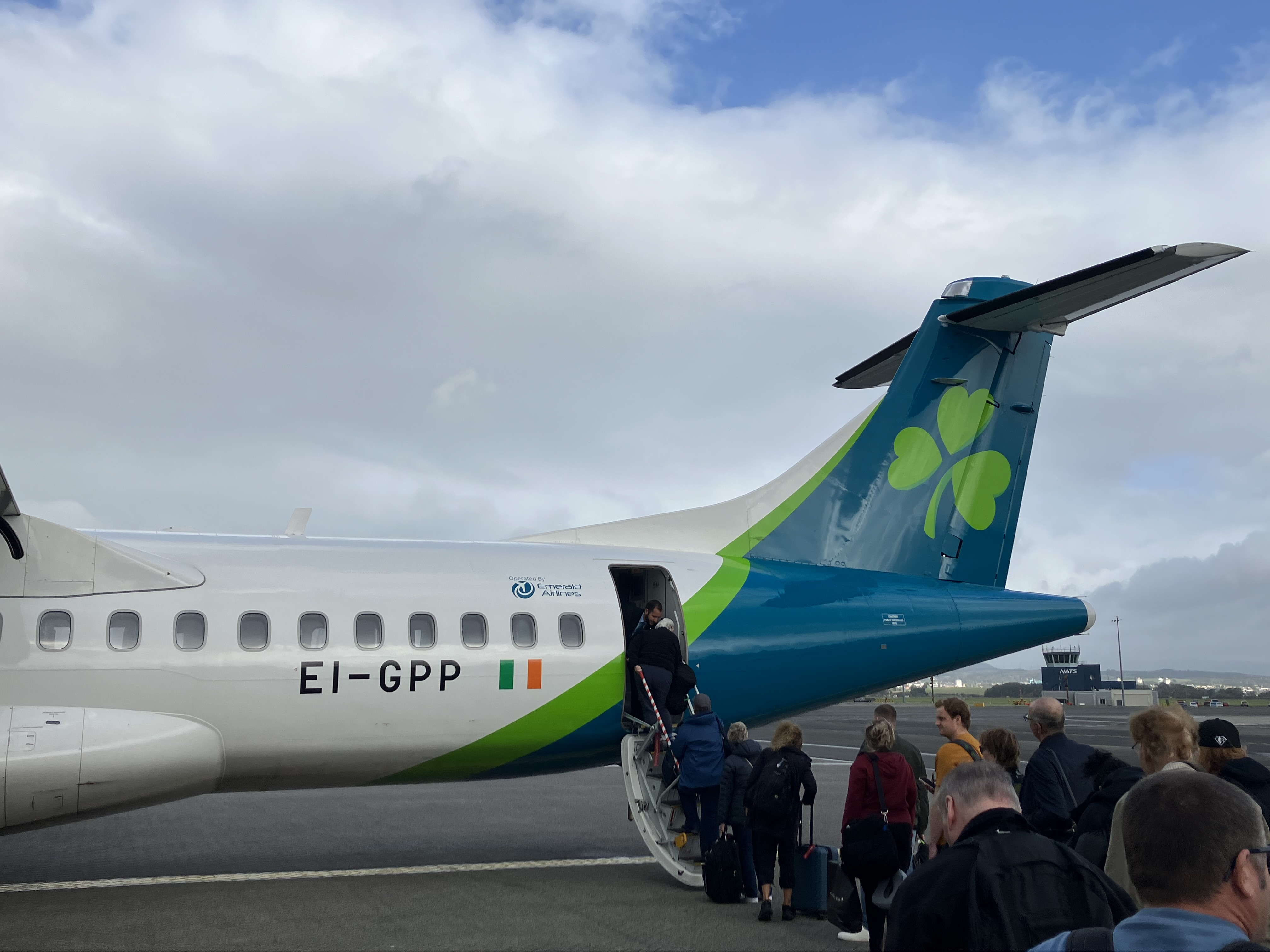
ATR 72-600 d'Emerald Airlines pour Aer Lingus Régional en septembre 2023 à Glasgow

La compagnie aérienne devrait commencer ses opérations en septembre 2021, opérant pour le compte de la branche régionale d'Aer Lingus. 
En novembre 2020, il a été annoncé qu'Emerald Airlines avait été choisie par Aer Lingus  comme opérateur préféré de la franchise Aer Lingus Regional.
En avril 2021, elle n'avait pas reçu de certificat de transporteur aérien  mais des rapports suggèrent que la compagnie aérienne a déposé une demande auprès de la division des licences du ministère des Transports , Commission de réglementation de l'aviation pour une licence d'exploitation de transporteur aérien, qui autorise le titulaire de vendre des vols au public.
En juillet 2021, à la suite de la liquidation de Stobart Air, l'ancien opérateur des services régionaux d'Aer Lingus, Emerald Airlines espérait démarrer ses opérations dès octobre.
En septembre 2021, la compagnie aérienne a obtenu son AOC, elle démarre donc ses opérations en mars 2022.
Emerald Airlines et ATR signent un contrat de maintenance à long terme en juillet 2022.
Elle propose aujourd'hui en ATR-72-600 des vols franchisés en étant l'opérateur exclusif des services régionaux d’Aer Lingus, des vols affrètement ACMI (avion et équipage) et des charters privés.

## Destinations
Pour la saison 2024, Emerald Airlines desservira pour le compte d'Aer Lingus Régional les destinations suivantes :
| Aberdeen   | Edimbourg  | Leeds      | Rennes      |
| Brest      | Exeter     | Liverpool  | Southampton |
| Birmingham | Glasgow    | Manchester | Bradford    |
| Bristol    | Île de Man | Newcastle  |             |
| Donegal    | Jersey     | Newquay    |             |